# Guyanamyrsmyg
Guyanamyrsmyg (Myrmotherula surinamensis) är en fågel i familjen myrfåglar inom ordningen tättingar.

## Utseende och läte
Guyanamyrsmygen är en liten (9–10 cm) och relativt långnäbbad myrsmyg med tydliga skillnader mellan könen. Hanen är streckad i svart och vitt. Vingarna är svarta med två vita vingband. Även stjärten är svart, med smala vita streck. Undersidan är vitare och mer sparsamt svartstreckad. Honan är rost- till kanelbrun på hjässa och ansikte, övergående i orangebeige på strupen. På buken och flankerna är den ljusare beige. Lätet beskrivs som en serie omusikaliska skallranden.

## Utbredning och systematik

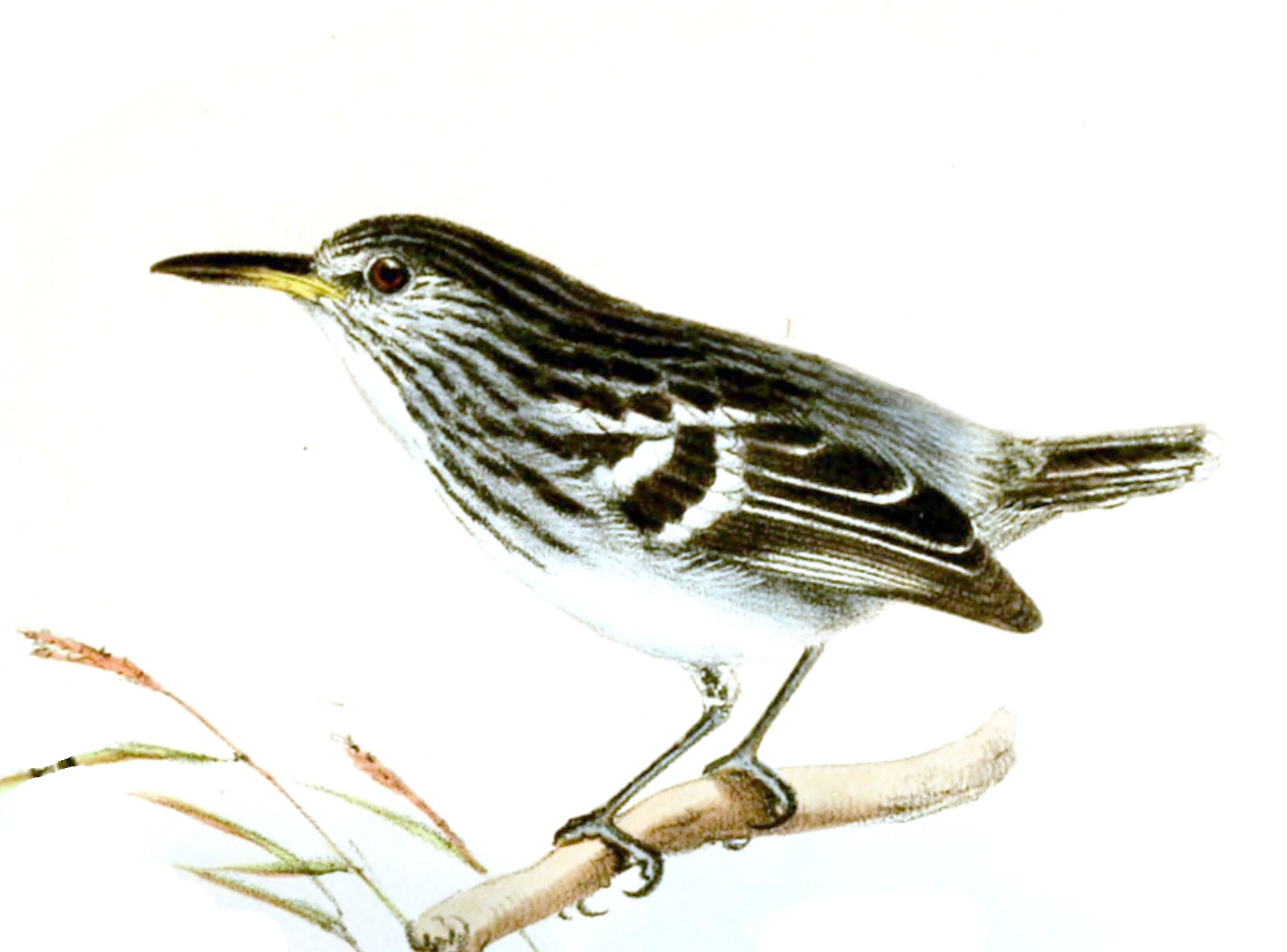

Fågeln förekommer i södra Venezuelas anslutning till Guyanaregionen och norra Amazonområdet i Brasilien. Den behandlas som monotypisk, det vill säga att den inte delas in i några underarter.

## Status och hot
IUCN kategoriserar arten som livskraftig.